# Leady natywne
Leady natywne (ang. native leads) – rodzaj reklamy natywnej w marketingu efektywnościowym. Model leadów natywnych umożliwia pozyskanie danych zainteresowanego ofertą użytkownika z poziomu konsumowanej przez niego treści bez konieczności odświeżania strony lub bezpośrednio w trakcie procesu pozostawiania danych u wydawcy; tak pozyskane leady trafiają do CRM reklamodawcy.

## Nazwa
Nazwa modelu składa się z dwóch członów: lead – oznacza w języku marketingowym potencjalnego klienta, który wykazał zainteresowanie danym produktem bądź usługą, np. poprzez pozostawienie danych kontaktowych; natywny – naturalny, w kontekście reklamy oznacza to całkowitą integrację z serwisem, na którym jest wyświetlana, zarówno pod względem treści jak i wyglądu.

## Cechy
Leady natywne cechuje: jawne zaznaczenie treści sponsorowanej – użytkownik świadomie podejmuje decyzję o pozostawieniu leada wraz ze zgodą na przetwarzanie danych osobowych; dopasowanie kontekstowe i wizualnie do strony wydawcy; wyświetlanie informacji wartościowych dla odbiorcy – naturalne wzbogacenie przeglądanych przez niego treści; przedstawianie obiektywnych korzyści – naturalny element ścieżki użytkownika na stronie.

## Mechanika wyświetlania
Leady natywne mogę być wyświetlane: kontekstowo – na poziomie konsumowanej przez użytkownika treści lub procesowo – na poziomie zostawiania swoich danych u wydawcy (np. rejestracja w systemie).